# Municipio de Ettal
El municipio de Ettal es un municipio de los Estados Federados de Micronesia. Se encuentra en el estado de Chuuk, en la parte occidental del país, a 500 km al oeste de Palikir, el centro del Gobierno Nacional. Tiene 267 habitantes (año 2011). El municipio de Ettal se encuentra en el atolón de Ettal.
Ciudades en el municipio de Ettal:
- Ettal Village

Las siguientes características naturales se pueden encontrar en el municipio de Ettal:
- Isla Ettal
- Atolón Ettal
- Laguna Ettal
- Isla Parang
- Isla Unon
- Arrecife de Ettal
- Monte submarino Namoi

Tiene clima tropical. La temperatura media es de 24 °C. El mes más caluroso es julio, con 25 °C, y el más frío agosto, con 22 °C. La precipitación media es de 4.267 milímetros al año. El mes más lluvioso es octubre, con 424 milímetros de lluvia, y el menos lluvioso diciembre, con 272 milímetros.